# Sielsowiet Ogrodniki
Sielsowiet Ogrodniki (s. ogrodnicki, błr. Агародніцкі сельсавет, ros. Огородникский сельсовет) – sielsowiet na Białorusi, w obwodzie brzeskim, w południowo-zachodniej części rejonu kamienieckiego. 

## Położenie
Siedzibą sielsowietu są Ogrodniki. Jednostka podziału administracyjnego sąsiaduje na północy z sielsowietem Raśna i miastem Wysokie, na południu z sielsowietem Wołczyn, na wschodzie z sielsowietem Ratajczyce oraz rejonem brzeskim (sielsowiet Łyszczyce).  Ponadto sielsowiet znajduje się przy granicy z Polską i na zachodzie graniczy z gminą Mielnik (powiat siemiatycki, województwo podlaskie).

## Skład
W skład sielsowietu wchodzi obecnie 15 miejscowości:
| Polska nazwa miejscowości | Nazwa białoruska                        | Nazwa rosyjska                         | Typ jednostki osadniczej |
| ------------------------- | --------------------------------------- | -------------------------------------- | ------------------------ |
| Komarniki Wielkie         | Вялікія Камарнікі (Wialikija Kamarniki) | Большие Комарники (Bolszyje Komarniki) | wieś                     |
| Wiarba                    | Вярба (Wiarba)                          | Верба (Wierba)                         | osada kolejowa           |
| Wólka                     | Вулька (Wulka)                          | Вулька (Wulka)                         | wieś                     |
| Zalesie                   | Залесьсе (Zaleśsie)                     | Залесье (Zaleśje)                      | wieś                     |
| Zarzecze                  | Зарэчча (Zareczcza)                     | Заречье (Zarieczje)                    | wieś                     |
| Kowaliki                  | Кавалікі (Kawaliki)                     | Ковалики                               | wieś                     |
| Kołodno                   | Коладна (Koładna)                       | Колодно                                | wieś                     |
| Makarowo                  | Макарава (Makarawa)                     | Макарово                               | agromiasteczko           |
| Moczuliszcze              | Мачулішча (Maczuliszcza)                | Мачулище (Maczuliszcze)                | wieś                     |
| Ogrodniki                 | Агароднікі (Aharodniki)                 | Огородники (Ogorodniki)                | agromiasteczko           |
| Planta                    | Плянта                                  | Плянта                                 | wieś                     |
| Piaski                    | Пяскі                                   | Пяски                                  | wieś                     |
| Świtycze (Switycze)       | Сьвіцічы (Świciczy)                     | Свитичи (Switiczi)                     | wieś                     |
| Tokary                    | Такары (Takary)                         | Токари (Tokari)                        | wieś                     |
| Chmiele                   | Хмялі (Chmiali)                         | Хмели (Chmieli)                        | wieś                     |

## Historia
W okresie międzywojennym miejscowości sielsowietu należały w większości do gminy Wysokie Litewskie, a Kołodno, Moczuliszcze, Wólka, Zalesie i Zarzecze do gminy Wołczyn, obie w powiecie brzeskim województwa poleskiego II Rzeczypospolitej.
Sielsowiet Ogrodniki utworzono 12 października 1940 r. w ramach nieistniejącego obecnie rejonu wysockiego na terenach świeżo wcielonych do BSRR. Po zniesieniu rejonu wysockiego sielsowiet 17 kwietnia 1962 r. włączono do rejonu kamienieckiego, początkowo pod nazwą „2. sielsowiet ogrodnicki” z uwagi na istniejący już w rejonie jeden sielsowiet ogrodnicki. Od 14 kwietnia 1964 r., po zniesieniu 1. sielsowietu Ogrodniki,  funkcjonuje pod obecną nazwą.